# Квинт Елий Пет (понтифекс)
Вижте пояснителната страница за други личности с името Квинт Елий Пет.
Квинт Елий Пет (на латински: Quintus Aelius Paetus) e политик на Римската република.
Той е баща на Публий Елий Пет (консул 201 пр.н.е.) и на Секст Елий Пет Кат (консул 198 пр.н.е.).
Квинт кандидатства през 217 пр.н.е. за 216 за консул и не е избран. През 216 пр.н.е. е избран за понтифекс. Убит е в битката при Кана против картагенеца Ханибал.